# Rainer Oechslein

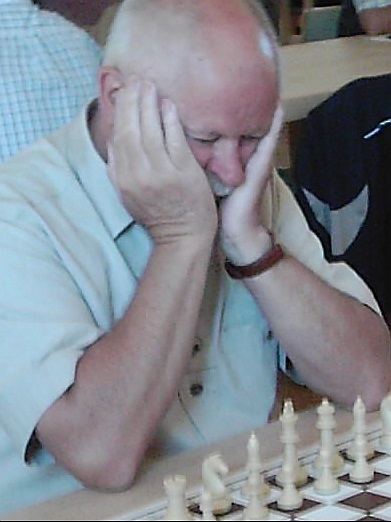
Rainer Oechslein bei der bayerischen Seniorenmeisterschaft 2009.

Rainer Oechslein (* 23. April 1941 in Würzburg) ist ein deutscher Schachspieler.

## Schach
Er spielte in der Bundesligamannschaft des TV Marktheidenfeld und gewann den Dähne-Pokal 1969.
Bei den deutschen Einzelmeisterschaften spielte er 1969 in Königsfeld, 1970 in Völklingen, die Hans-Joachim Hecht gewann, und 1972 in Oberursel. Er spielte bei Bayerischen Seniorenmeisterschaften und wurde Bayerischer Seniorenmeister 2007. Im Jahr 2010 belegte er den zweiten Platz.
Seine höchste Elo-Zahl war 2298 im Oktober 2013. Er spielt in der Oberliga für den Schachklub Schweinfurt.
Oechslein ist auch im Fernschach aktiv und trägt seit 1987 den Titel eines Internationalen Fernschachmeisters.